# Whiskey Creek
Whiskey Creek és una concentració de població designada pel cens dels Estats Units a l'estat de Florida. Segons el cens del 2000 tenia 4.806 habitants.

## Demografia
Segons el cens del 2000, Whiskey Creek tenia 4.806 habitants, 2.199 habitatges, i 1.517 famílies. La densitat de població era de 1.159,8 habitants/km².
Dels 2.199 habitatges en un 19,7% hi vivien nens de menys de 18 anys, en un 61,1% hi vivien parelles casades, en un 6% dones solteres, i en un 31% no eren unitats familiars. En el 26,6% dels habitatges hi vivien persones soles el 17,8% de les quals corresponia a persones de 65 anys o més que vivien soles. El nombre mitjà de persones vivint en cada habitatge era de 2,19 i el nombre mitjà de persones que vivien en cada família era de 2,62.
Per edats la població es repartia de la següent manera: un 17% tenia menys de 18 anys, un 3,1% entre 18 i 24, un 19% entre 25 i 44, un 27,8% de 45 a 60 i un 33,1% 65 anys o més.
L'edat mediana era de 53 anys. Per cada 100 dones de 18 o més anys hi havia 82,5 homes.
La renda mediana per habitatge era de 52.068 $ i la renda mediana per família de 60.383 $. Els homes tenien una renda mediana de 40.911 $ mentre que les dones 30.094 $. La renda per capita de la població era de 29.304 $. Entorn de l'1,7% de les famílies i el 2,2% de la població estaven per davall del llindar de pobresa.

## Poblacions més properes
El següent diagrama mostra les poblacions més properes.